# Cypernsångare
Cypernsångare (Curruca melanothorax) är en tätting i familjen sylvior som enbart häckar på Cypern. Trots sitt begränsade utbredningsområde kategoriserar IUCN arten som livskraftig.

## Utseende och läte
Cypernsångaren liknar den i Medelhavsområdet vida utbredda sammetshättan (Curruca melanocephala) men är möjligen något mindre (12,5-13,5 centimeter jämfört med sammetshättans 13–14 centimeter).
Likt denna har hanen den grå ovansida och svart hätta, men undersidan är mörkfläckig och runt ögat syns en smal vit ögonring snarare än en röd. Den har också till skillnad från sammetshätta (men likt svarthakad sångare) vitkantade tertialer, armpennor och större täckare.
Som lockläte smackar den ett zreck. Sången är en lugn, torr och hackig ramsa utan sammetshättans blixtsnabba visseltoner.

## Utbredning och systematik
Cypernsångare häckar i torra buskmarker enbart på Cypern och övervintrar i Främre Orienten och nordöstra Egypten. Den är en mycket sällsynt gäst på europeiska kontinenten, med endast ett fynd från Italien 12 maj 2004. Den behandlas som monotypisk, det vill säga att den inte delas in i några underarter.

### Släktestillhörighet
Arten placeras traditionellt i släktet Sylvia. Genetiska studier visar dock att Sylvia består av två klader som skildes åt för hela 15 miljoner år sedan. Sedan 2020 delar BirdLife Sverige och tongivande internationella auktoriteten International Ornithological Congress (IOC) därför upp Sylvia i två skilda släkten, varvid cypernsångare förs till Curruca. Även eBird/Clements följde efter 2021. Cypernsångaren är närmast släkt med svarthakad sångare, på lite längre håll sammetshätta och arterna i komplexet kring rödstrupig sångare.

## Ekologi
Fågeln häckar i macchia, ofta på sluttningar och företrädesvis medelhöga buskar som pistasch, en och cypress. Fyra till fem ägg läggs i boet som placerats i en buske. Den livnär sig på insekter, men också bär.

## Status och hot
Arten har ett litet utbredningsområde, men beståndet anses vara stabilt och populationen är förhållandevis stor, uppskattad till mellan 126 000 och 189 000 vuxna individer. IUCN kategoriserar därför arten som livskraftig (LC).
Arten hotas av igenväxning av betesmarker, jordbrukets intensifiering, kustnära exploatering och urbanisering. Överanvändning av bekämpningsmedel kan också utgöra ett hot. Den hotas också av fångst och jakt.

## Taxonomi och namn
Cypernsångaren beskrevs som art för första gången 1872 av brittiske ornitologen Henry Baker Tristram som Sylvia melanothorax. Det vetenskapliga artnamnet melanothorax betyder "svartbröstad".